# One Touch (Jess Glynne e Jax Jones)
One Touch è un singolo della cantante britannica Jess Glynne e del disc jockey britannico Jax Jones, pubblicato il 24 maggio 2019 come quarto estratto dal secondo album in studio Always in Between.

## Tracce
Testi di Jess Glynne, Janée Bennett, Uzoechi Emenike, Jax Jones, James Tadgell, Jon Clare, Vanya Taylor, musiche di Jax Jones e Mark Ralph.
1. One Touch – 3:17

## Classifiche
| Classifica (2019) | Posizione massima |
| ----------------- | ----------------- |
| Belgio (Fiandre)  | 73                |
| Belgio (Vallonia) | 38                |
| Irlanda           | 28                |
| Nuova Zelanda     | 18                |
| Regno Unito       | 19                |
| Svizzera          | 88                |
| Ungheria          | 9                 |